# Bryan (Ohio)
Bryan é uma cidade localizada no estado norte-americano de Ohio, no Condado de Williams.

## Demografia
Segundo o censo norte-americano de 2000, a sua população era de 8333 habitantes.
Em 2006, foi estimada uma população de 8357, um aumento de 24 (0.3%).

## Geografia
De acordo com o United States Census Bureau tem uma área de
11,8 km², dos quais 11,8 km² cobertos por terra e 0,0 km² cobertos por água. Bryan localiza-se a aproximadamente 227 m acima do nível do mar.

## Localidades na vizinhança
O diagrama seguinte representa as localidades num raio de 16 km ao redor de Bryan.